# NO MORE CRY
『NO MORE CRY』（ノー・モア・クライ）は、2005年2月2日にポニーキャニオンから発売された、D-51のメジャー3枚目となるシングル。規格品番はPCCA-70151。

## 解説
日本テレビ系土曜ドラマ『ごくせん』（第2シリーズ）の主題歌となり、自身初のドラマ主題歌となった。
自身初のTOP10入りを果たし、40万枚を越える売上を記録した。
2005年の第56回NHK紅白歌合戦に初出場した。

## 収録曲
全曲 作詞：吉田安英、作曲：生熊朗
1. NO MORE CRY
  - 編曲：生熊朗
2. BELIEVER
  - 編曲：生熊朗 with YO-C
3. NO MORE CRY（Back Track）
4. BELIEVER（Back Track）

## 演奏
- 生熊朗：Produce, Programming, Recording
- YOH WATANABE：Co-produce, Programming, Mixing
- 大坪直樹：Programming

## カバー
NO MORE CRY
- 藤井隆 - アルバム「上海大腕」（2006年4月26日発売）に北京語バージョンとして収録。
- Smile Berry-シングル「NO MORE CRY」に収録
- 清澄高校麻雀部（浜辺美波、浅川梨奈（SUPER☆GiRLS）、廣田あいか（私立恵比寿中学）、古畑星夏、山田杏奈） - シングル「きみにワルツ」（2017年2月1日発売）のカップリング曲として収録[3]。
  - MBS ドラマイズム「咲-Saki-」第4話エンディングテーマ
  - 映画「咲-Saki-」エンディングテーマ